# 拉雲·肯拿
拉雲·肯拿（1990年10月18日—）是一位喬治亞足球運動員，在場上司職攻擊型中場。他曾經效力於史浩克04等球隊。他現在效力於德國足球丙级聯賽球隊乌丁根足球俱乐部。他也是喬治亞國家足球隊的一員。

## 外部連結
- fussballdaten.de：Lavan Kenia之統計數據 （德文）
- 拉雲·肯拿 – FIFA國際賽競賽紀錄 (存檔)
- Soccerway資料庫：拉雲·肯拿